# Béla Miklós
Béla Miklós de Dálnok, né le 11 juin 1890 à Budapest et mort le 21 novembre 1948, est un militaire et un homme d'État hongrois. Il fut premier ministre de Hongrie en 1944-1945.

## Biographie
Il entre en 1910 à l'académie militaire de Budapest puis officie à l'état-major de l'armée pendant la première guerre mondiale. Après avoir dirigé le renseignement militaire, il est nommé attaché militaire à Berlin puis à Stockholm de 1933 à 1936. En octobre 1942 il devient l'aide de camp du régent l'amiral Miklós Horthy. Il est nommé commandant de la première armée hongroise le 1er août 1944. Le 16 octobre 1944, le jour de la nomination du nouveau premier ministre pro-nazi Ferenc Szálasi, il est convoqué au quartier général allemand. De crainte d'être arrêté il déserte son poste pour rejoindre l'Armée rouge. Il lance par radio le 17 octobre 1944 aux officiers de la première armée un appel à déserter pour rejoindre avec leurs unités l'armée russe. L'appel ne produit guère le résultat escompté, un seul commandant de régiment déserte. Le 22 décembre 1944 l'Assemblée provisoire convoquée à Debrecen vote la formation d'un gouvernement provisoire avec Béla Miklós pour le diriger. Son gouvernement signa l'armistice avec l'Union soviétique, déclara la guerre au Reich, mit en place une administration de service public, renvoya les criminels de guerre devant les tribunaux, mit hors la loi les organisations fascistes et abrogea les lois raciales. Il reste à ce poste jusqu'au 15 novembre 1945.
Il rejoint en 1946 Zóltan Pfeiffer à la direction du parti indépendant hongrois sous la bannière duquel il est élu député aux élections législatives du 31 août 1947. Après la victoire des communistes aux élections, un comité parlementaire réuni début octobre 1947 déclare nuls tous les votes en faveur du parti pour une soi-disant fraude électorale puis abroge l'immunité des députés du parti. Pfeiffer doit s'exiler et Miklos perd son mandat de député. Il se retire de la vie politique et meurt peu après à Budapest en novembre 1948.